# سناء شعلان
سناء كامل أحمد شعلان، كاتبة أردنية فلسطينية، لها عدة قصص ومسرحيات منشورة، وتكتب في عدد من المجلات العربية.

## النشأة والتعليم
ولدت سناء شعلان في حي صويلح في عمان لأسرة تعود أصولها إلى قرية بيت نتيف التّابعة لقضاء الخليل وهي الأولى بين 12 أخاً وأختاً أشقّاء. حصلت على البكالوريوس في اللّغة العربيّة وآدابها من جامعة اليرموك سنة 1998، وشهادة الماجستير في الأدب الحديث من الجامعة الأردنية سنة 2003، وشهادة الدكتوراه في اللغة العربيّة من الجامعة نفسها (2006)، بتقدير امتياز، وعينت في هيئة التدريس في الجامعة الأردنية.

## العمل
عملت لبعض الوقت أستاذة زائرة ومحاضرة ضيفة في بعض الجامعات كجامعة مصطفى اسطمبولي في الجزائر، وجامعة اسطنبول تركيا، وأكاديميّة الأمير حسين بن عبد الله الثّاني للحماية المدنيّة في الأردن، وجامعة الشرق الأوسط الأردن، وجامعة جواهر لال نهرو الهند، وجامعة الملية الإسلامية الهند، وجامعة كلكتا الهند، وجامعة جولالونكورن تايلند، وجامعة كاليفورنيا أمريكا، وجامعة تريست إيطاليا، وجامعة آل البيت الأردن، والمجلس العالمي
وهي عضوة في رابطة الكتّاب الأردنيين، واتّحاد الكتّاب العرب، وأسرة أدباء المستقبل/منتدى عمون للأدب والنقد، وملتقى الكرك الثّقافيّ، ودار ناجي نعمان للثقافة، ورابطة الأدباء العرب، والمركز المتوسطيّ للدّراسات والأبحاث، وجمعية المترجمين واللّغويين العرب «واتا»، وهيئة تحرير ضفاف الدّجلتين العليا، والمعهد الدّوليّ لتضامن النساءّ، وجمعيّة النقّاد الأردنيّين، ورابطة الأدباء العرب، وكالة أنباء عرار بوابة الثقافة العربيّة، وجمعية المترجمين واللّغويين المصريين، وجمعيّة الأنوار الإنسانيّة المستقلّة، والمجلس العالميّ للصّحافة، والهيئة الاستشاريّة لمجلّة المجتمع التّربويّ، وجمعية الأخوة الأردنيّة الفلسطينيّة، وهيئة تحرير «مرايا من المهجر»، وهيئة استشاريّة في مجلّة الجسرة الثّقافيّة، والهيئة العلميّة الاستشاريّة لملتقى السّرد المغاربي- قسم الأدب العربي، جامعة سكيكدة، الجزائر، ومنظمّة كتاب بلا حدود، واللّجنة التّحضيريّة الدّوليّة للمؤتمر الأوّل لعمداء الدّراسات العليا والبحث العلميّ لاتّحاد الجامعات العربيّة: جامعة الأقصى في غزة بالتّعاون مع المجلس العربيّ للدّراسات العليا والبحث العلميّ لاتّحاد الجامعات العربيّة، ورابطة الكتّاب العراقيّين في أستراليا، وهيئة استشاريّة في المجلّة العربيّة للجودة وأفضل الممارسات والتميّز، والهيئة الاستشاريّة العلميّة والإعلاميّة لمجلّة المنار الثّقافيّة الفضائيّة، واللجنة الإعلاميّة لمؤتمر المؤتمر الفرانكوفونيّ الأردنيّ الدّوليّ الثّاني في جامعة آل البيت في الأردن بعنوان:«تلقّي ألف ليلة وليلة في حقول العلوم الإنسانيّة عالميًّا»، ومجلس المنتدى الإقليميّ للإعلام، ومركز التّأهيل والحريّات الصّحفيّة CTPJF والمنسّقة الرّسميّة له في الأردن، ومحرّرة في صحيفة «بلا حدود» التّابعة لمنظمّة كتاب بلا حدود، ودار القصّة العربيّة العراقيّة، واللّجنة العلميّة في الملتقى الدّوليّ الثاني الموسوم بـ «سوسيولوجيّة الرّواية في ضوء المناهج النقديّة المعاصرة» للعام 2013/جامعة زيان جلفة/الجزائر، واللّجنة العلميّة للملتقى الوطنيّ الأوّل حول«الرّواية الجزائريّة في ضوء المناهج النقديّة المعاصرة»، ورابطة النّهر الخالد الأدبيّة، وهيئة استشاريّة علميّة محكّمة في مجلّة «قراءات» العلميّة المحكّمة، الصّادرة عن كلية الآداب واللّغات، جامعة معسكر، الجزائر
، ومجلس كبار النّقاد العرب، ومندوبة دوليّة في منظمّة السّلام والصّداقة الدّوليّة/الدنمارك، ومجلس الكتّاب والأدباء والمثقفين العرب، ومديرة فرع مكتب عمان/الأردن لمنظمّة الضّمير العالمي لحقوق الإنسان سيدني أستراليا، ومديرة تحرير مجلّة"وجهات" العلميّة المحكّمة الصّادرة عن مؤسّسة مليطان للبحوث والدّراسات والإنماء الثّقافيّ، وعضو شرف في رابطة مبدعي تبوك، وعضو هيئة تحرير في المجلة العالمية" Multicultural Echoes Literary Magazine الصادرة عن جامعة شيكاغو، ولاية كاليفورنيا.
عضو هيئة استشاريّة في مجلة الأطروحة العراقية العلميّة المحكمة، وعضو الهيئة الاستشاريّة الدّوليّة في مجلة المجمع العلمي العربي الهندي، الصادرة عن قسم اللغة العربية، جامعة علي جراه، علي جراه، الهند، وعضو هيئة استشاريّة في المجلّة العربية للجودة وأفضل الممارسات والتميّز، وعضو هيئة استشارية في مجلة المصدر الإلكترونية العلمية المحكمة الصادرة عن جامعة العبقرية، مصر.وعضو هيئة تحرير في مجلة "أوراق" الصادرة عن رابطة الكتاب الأردنيين منذ عام 2015، كما هي نائب لرئيس مجلس الإدارة في جريدة "رأي الأمة" المصرية، ورئيسة قسم الأدب والفنون ومحرّرة صحفيّة فيها. إلى جانب أنّها قد عملت كذلك مراسلة لمجلّة الجسرة الثّقافيّة في قطر، ومراسلة لمجلّة النّجوم، وصحيفة الأنوار والتّلغراف النّاطقات بالعربيّة في سيدني/أستراليا، وممثّلة مؤسّسة "جولدن دزرت" Golden desert Foundation "البولندية في الشرق الأوسط، والمنسّق الرّسميّ في الأردن لمركز التّأهيل وحماية الحرّيات الصّحافيّة CTPJF، ومديرة فرع منظمّة كتّاب بلا حدود في الأردن، ومديرة فرع دار القصّة العربيّة العراقيّة في الأردن، ومديرة فرع لجنة مهرجان العنقاء الذّهبيّة الدّوليّة في الأردن، وأمين عام لجائزة مؤسّسة الورّاق للنّشر والتّوزيع للعام 2009، ورئيسة القسم الثّقافيّ في وكالة كرم الإخباريّة، وممثلة لرابطة النّهر الخالد الأدبيّة ومديرة لمكتبها في عمان، والمستشارة لمبادرة "حياتك بتهمنا" التي أطلقتها مجموعة "المستقبل المزدهر" في عام 2014، وممثلة منظمّة النّسوة العالميّة في الأردن.
كما كان لها عامود أسبوعيّ ثابت في صحيفة الدستور الأردنية، وصحيفة أبعاد متوسطيّة المغربيّة، وصحيفة الرّائد السّودانيّة، ومجلّة أصداء الفلكيّة في الإمارات العربيّة المتّحدة، ومجلّة الحكمة العراقيّة، وصحيفة التّلغراف في سيدني/أستراليا، وصحيفة حق العودة الفلسطينيّة، وموقع النّاس الإلكترونيّ، وصحيفة الاتحاد«الكردية، وصحيفةالنّجاح» الجزائريّة.
وهي حاصلة على لقب واحدة من أنجح 60 امرأة عربيّة للعام 2008 ضمن الاستفتاء العربيّ الذي أجرته مجلة سيدتي الصّادرة باللّغة العربيّة واللّغة الإنجليزية، وحاصلة على نجمة السّلام للعام 2014 من منظمّة السّلام والصداقة الدولية في الدنمارك PEACE ANDFRIENDSHIP INTERNATIONAL ORGANIZATION ".[بحاجة لمصدر]
وهي ناقدة وإعلامية ومراسلة صحفية لبعض المجلات العربية وناشطة في قضايا حقوق الإنسان والمرأة والطفولة والعدالة الاجتماعيّة، وهي عضو في كثير من المحافل الأدبية، وحاصلة على نحو60 جائزة دولية وعربية ومحلية في حقول الرواية والقصة القصيرة والمسرح وأدب الأطفال والبحث العلمي، كما لها الكثير من المسرحيات المنشورة والممثّلة والحاصلة على جوائز. حاصلة على درع الأستاذ الجامعي المتميز في الجامعة الأردنية للعامين 2007 و2008 على التوالي كما حصلت مسبقاً على درع الطالب المتميّز أكاديميّاً وإبداعيّاً للعام 2005. ولها 52 مؤلفاً منشوراً بين كتاب نقدي متخصص ورواية ومجموعة قصصية وقصة أطفال إلى جانب المئات من الدراسات والمقالات والأبحاث المنشورة، فضلاً عن الكثير من الأعمدة الثابتة في كثير من الصحف والدوريات المحلية والعربية، كما لها مشاركات واسعة في مؤتمرات محلّية وعربيّة وعالميّة في قضايا الأدب والنقد والتراث وحقوق الإنسان والبيئة إلى جانب عضوية لجانها العلميّة والتحكيميّة والإعلاميّة، وهي ممثّلة لعدد من المؤسسات والجهات الثقافيّة والحقوقيّة، وشريكةٌ في كثير من المشاريع العربية الثقافية. تُرجمت أعمالها إلى الكثير من اللغات، ونالت الكثير من التكريمات والدّروع والألقاب الفخريّة والتمثيلات الثقافيّة والمجتمعيّة والحقوقيّة.

## أعمالها[3]
- وحشة اسمها وطن "Самота, наречена отечество"، مجموعة قصصية مشتركة مع مبدعات فلسطينيات، مترجمة إلى البلغارية، 2016.
- قافلة العطش "The Convoy of Thirst"، مجموعة قصصية، مترجمة إلى الإنجليزية، 2016.
- حدث ذات جدار، مجموعة قصصية، 2016.
- الذي سرق نجمة، مجموعة قصصية، 2016.
- تقاسيم الفلسطيني، مجموعة قصصية، 2016.
- نجوم القلم الحرّ، مجمعة قصصية مشتركة مع أدباء عرب، 2015.
- مبدعون، مجموعة قصصية مشتركة مع أدباء عرب، 2015
- عام النمل، مجموعة قصصية، 2014.
- قافلة العطش (Керванът на" "жаждата)، مجموعة قصصية مترجمة إلى البلغارية، 2014.
- From the speaking Womb of the Desert:SHORT STORIES FROM JORDAN مجموعة قصصية مشتركة مع أديبات أردنيات، مترجمة إلى الإنجليزية، 2013
- القصة في الأردن: نصوص ودراسات، مجموعة قصصية مشتركة مع أدباء أردنيين، 2013.
- الضياع في عيني رجل الجبل، مجموعة قصصية 2012.
- أعشقني، رواية، 2012
- تراتيل الماء، مجموعة قصصية، 2010
- في العشق، مجموعة قصصية مشتركة مع أدبا عرب، 2009.
- رسالة إلى الإله، مجموعة قصصية، 2009
- مختارات من القصة القصيرة الأردنية، مجموعة قصصية مشتركة مع أدباء أردنيين، 2008.
- أرض الحكايا، مجموعة قصصية، 2006.
- مقامات الاحتراق، مجموعة قصصية، 2006.
- ناسك الصومعة، مجموعة قصصية، 2006.
- قافلة العطش، مجموعة قصصية، 2006.
- الكابوس، مجموعة قصصية، 2006.
- مذكرات رضيعة، مجموعة قصصية، 2006.
- الجدار الزجاجي، مجموعة قصصية، 2005.
- السقوط في الشمس، رواية، 2004.
- زرياب: معلّم الناس والمروءة، قصة أطفال، 2008.
- هارون الرّشيد: الخليفة العابد المجاهد، قصة أطفال، 2008.
- الخليل بن أحمد الفراهيدي: أبو العروض والنّحو العربيّ، قصة أطفال، 2008.
- ابن تيمية: شيخ الإسلام ومحيي السّنّة ، قصة أطفال، 2008.
- الليث بن سعد: الإمام المتصدّق، قصة أطفال، 2008.
- العزِّ بن عبد السّلام: سلطان العلماء وبائع الملوك، قصة أطفال، 2007.
- صاحب القلب الذهبي، قصة أطفال، 2007.

## جوائزها الأدبية والإبداعية
- جائزة هيفاء السنعوسي لكتابة المونودراما، حقل الكتابة المسرحيّة، النص المونودرامي، 2015.
- جائزة زحمة كتاب للثقافة والنّشر الدّوليّة، في حقل القصة القصيرة، 2015.
- جائزة أفضل صحفي في جريدة رأي الأمّة، 2015.
- جائزة صلاح هلال الأدبيّة للقصّة القصيرة في الدورة 14 لها، في حقل القصّة القصيرة 2015.
- جائزة مهرجان القلم الحرّ للإبداع العربيّ في الدّورة الخامسة ، في حقل القصّة القصيرة ، 2014
- جائزة القصّة الومضة العالميّة، في حقل القصّة الومضة، القصص الومضات"، 2014.
- جائزة الشّهيد عبد الرّؤوف الأدبيّة السّنويّة، دورة (يوم الشّهيد)في حقل التّأليف المسرحيّ، 2014.
- جائزة النّاصر صلاح الدين الأيوبي/جائزة الأديب محمد طمليه في القصّة القصيرة، 2014.
- الجائزة التّقديريّة لأجمل كتاب، 2014.
- جائزة أكثر (50) شخصيّة مؤثّرة في الأردن، الحصول على المرتبة رقم19، 2013.
- جائزة العنقاء الذّهبيّة الدّوليّة للمرأة المتميّزة، 2013.
- جائزة مؤتمر المرأة العربيّة، 2012.
- جائزة منظمّة كتّاب بلا حدود، 2012.
- جائزة كلاويز التّقديريّة للإبداع، 2012.
- جائزة دبي الثّقافيّة للإبداع في دورتها السّابعة، 2010/2011.
- جائزة أحمد بوزفور للقصّة القصيرة في دورتها التّاسعة، 2011.
- جائزة معبر المضيق في دورتها الرّابعة في حقل القصّة القصيرة/ الجائزة الأولى، 2011.
- جائزة جامعة فيلادلفيا التاسع للمسرح الجامعيّ العربيّ، أحسن نص مسرحيّ، 2010.
- جائزة الشيخ محمد صالح باشراحيل للإبداع الثّقافيّ العالميّة في دورتها الثّالثة في حقل الرّواية والقصّة القصيرة عن مجمل إبداعاتي الرّوائيّة
- جائزة الكاتب الشّاب/مؤسّسة عبد المحسن قطان، الجائزة التّشجيعيّة في حقل المسرح، 2009.
- جائزة بصيرا الثّامنة«شهداء الثّورة» في القصّة القصيرة، 2009.
- جائزة ساقية الصّاوي الإبداعيّة في القصّة القصيرة، 2009.
- جائزة أدب العشق لوكالة سفنكس، 2009.
- جائزة شرحبيل بن حسنة للعام، 2008.
- جائزة جمعية جدة للثقافة والفنون في المسرح، 2008.
- جائزة مجلّة ملامح ثقافية في حقل المجموعة القصصيّة المخطوطة، 2008.
- جائزة " باسم حبّي لكَ لكتابة أفضل رسالة حبّ، 2008.
- جائزة أنجال هزّاع آل نهيان لأدب الأطفال /حقل قصّة الأطفال في دورتها العاشرة ، 2007.
- جائزة الحارث بن عمير الأزدي للإبداع في دورتها في القصّة القصيرة، 2007.
- جائزة جامعة الهاشمية لكتابة النّص المسرحي، 2007.
- جائزة الكاتب الشّاب، القصة القصيرة، 2006.
- جائزة النّاصر صلاح الدين الأيوبي في دورتها الثالثة ، أحسن نص مسرحي، 2006.
- جائزة جمعية مكافحة إطلاق العيارات النارية حقل القصة، 2006.
- جائزة الشّارقة للإبداع العربي في القصة القصيرة، 2006.
- جائزة دار ناجي نعمان للثقافة عن السّيرة الغيرية للأطفال ، 2006.
- جائزة الجامعة الأردنيّة بالمركز الأول بلقب مسرحي الجامعة عن أحسن نصّ مسرحي، 2006.
- جائزة ساقية الصاوي في القصّة القصيرة ، 2006.
- جائزة البجراويّة لأحسن بحث علمي، 2005.
- درع رئيس الجامعة الأردنيّة للطّالب المميّز أكاديميّاً وإبداعيّاً ، 2005.
- جائزة النّاصر صلاح الدّين الأيوبيّ في دورتها الثّانية في القصة، 2005.
- جائزة الدّكتورة سعاد الصّباح في القصّة القصيرة ، 2005.
- جائزة الدّولة الأردنية للإبداع الشّبابيّ في القصّة القصيرة، 2005.
- جائزة لقب قاصّة الجامعات الأردنيّة ، للعام 2005.
- جائزة المسابقة الثّقافيّة في الجامعة الأردنية، 2005.
- جائزة الناصر صلاح الدّين الأيوبي في الرواية، 2005.
- جائزة أدباء المستقبل في القصة، 2005.
- جائزة الكتابة المسرحيّة، الجّامعة الأردنيّة، 2005.
- جائزة جامعة مؤتة في القصّة القصيرة ، 2004

## الجوائز الأدبية التي رفضتها
- رفضت رسميّاً ترشيحها لجائزة " الأردن أفضل: جائزة أفضل المثقفين للعام 2013، جمعية الجنوب الأردنيّة، الأردن[بحاجة لمصدر]

## الكتابة المسرحية
لسناء شعلان الكثير من الأعمال المسرحية، مثل مسرحيّة «يُحكى أنّ» عام 2009، وقد مثّلت هذه المسرحيّة من قبل فرقة المختبر المسرح الجامعيّ في الجامعة الهاشميّة في الأردن، وأخرجها المخرج الأردنيّ عبد الصمد البصول، وقد عُرضت في مهرجان فيلادلفيا التّاسع للمسرح العربيّ، وفازت بجائزة أحسن نصّ مسرحيّ.
كما كتبت مسرحية "6 في سرداب" عام 2006، ومسرحيّة "عيسى بن هشام مرّة أخرى" عام 2002، ومسرحيّة" العروس المثاليّة" عام 2002، ومسرحيّة "الأمير السعيد" عام 2003، ومسرحيّة" دعوة على العشاء"، ومسرحيّة "البحث عن فريزة"، ومسرحيّة "وجه واحد لاثنين ماطرين"، ومسرحية "دعوة على شرف اللون الأحمر"، ومسرحيّة محاكمة الاسم X".إلى جانب مسرحيتها للأطفال، مثل: "الأطفال في دنيا الأحلام" و"اليوم يأتي العيد" و"السلطان لا ينام".

## وصلات خارجية
الذي سرق نجمة للدكتورة سناء الشعلان ..
دلالات المكان في «حدث ذات جدار» للدكتورة سناء الشّعلان
سناء الشعلان 
سناء الشعلان وزارة الثقافة الأردنية 
جماليّات قصّة الضّياع في عيني رجل الجبل للدّكتورة سناء الشّعلان
نقاد عرب يتحلقون حول فضاءات القاصة الأردنية سناء الشعلان 
مجموعة «مذكرات رضيعة» لسناء الشعلان: ترجّل عن صهوة الحيا
مجموعة (الهروب إلى آخر الدنيا) لسناء شعلان تشتغل في فضائها العنواني العام المستعار من إحدى قصصها على عتبة عنوانية مفتوحة 
(فضاءات التخييل)..عن تجربة الشعلان القصصية
سناء شعلان تكتب الأبجدية في «تراتيل الماء» عبد العزيز المقالح
رواية أعشقني رسالة سلام يجب عولمتها